# NGC 3096
NGC 3096 (również PGC 28950 lub HCG 42B) – galaktyka soczewkowata (SB0), znajdująca się w gwiazdozbiorze Hydry. Odkrył ją John Herschel 23 marca 1835 roku. Należy do zwartej grupy galaktyk Hickson 42 (HCG 42).